# 穆汉祥
穆汉祥（1924年—1949年5月20日），天津回族人。中国共产党早期人物。

## 生平
1942年，穆汉祥从国立中央工业专科学校电机科毕业，到兵工厂当练习生，后考入交通大学。1945年，随校迁至上海。1947年，加入中国共产党。1948年初，工人罢工、学生罢课浪潮高涨，国民党加紧镇压。在上海，大肆破坏同济大学学生自治会的选举，并宣布开除50多名学生。学生们要求收回开除学生的通告，遭到当局拒绝。全市各大学学生纷纷组成声援团前往同济声援。他被推举为交大声援团成员。1月29日，交大声援团出发，同上海圣约翰大学、上海法学院等队伍一起前往同济。中午，与同济大学学生会师。国民政府派出大批武装马队冲击学生队伍；穆汉祥为掩护同学，被警察用马刀照准脸上一击，当场昏去，马匹从身上踩过。养好伤后，穆汉祥再次积极参加各项斗争。
1949年初，穆汉祥前往上海徐家汇一些工厂和棚户区组织三轮工人车协会，发展人民保安队员、开展护厂斗争，配合解放军发动上海战役。4月下旬，穆汉祥在市区主要街道进行情况调查时引起了潜伏在校内的特务注意。4月30日下午，穆汉祥在校外被两个埋伏特务抓进警察局。受到严刑逼供，肋骨被打断，指甲被拔掉。5月20日，解放军攻占上海前夕，与同学史霄雯，被秘密杀害于闸北宋公园。中华人民共和国成立后，人民政府为两位烈士修造了纪念碑。